# Légion batave
Pour les articles homonymes, voir Légion.

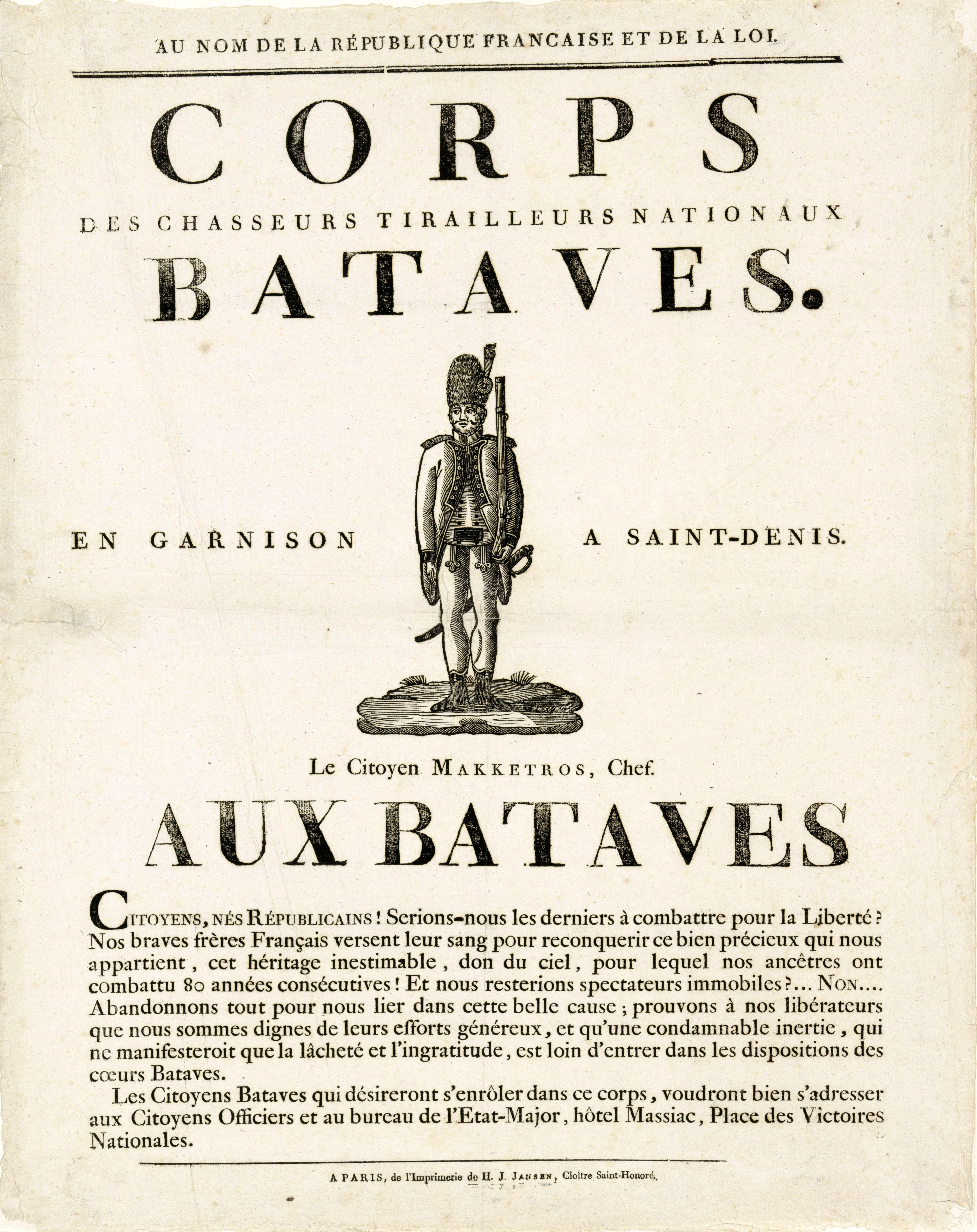
Appel aux les réfugiés néerlandais en France pour rejoindre la Légion Batave

La légion batave, ou légion franche étrangère batave est une unité militaire de volontaires Néerlandais combattant sous commandement français créée en 1793.

## Historique
Le projet de regrouper les Néerlandais patriotes, c'est-à-dire les partisans de la révolution batave exilés en France depuis la fin des années 1780, est né en décembre 1791. L'idée initiale des patriotes est de former un embryon d'armée nationale néerlandaise, sur le modèle français, ce qui permettra d'instaurer et de conforter une république batave remplaçant la quasi-monarchie qu'est devenue les Provinces-Unies sous l'autorité du stathouder Guillaume V d'Orange-Nassau. Toutefois la France n'est pas en guerre à cette date avec les Provinces-Unies et le gouvernement rejette l'idée d'une légion batave. Une seconde pétition adressée à la Législative en mai 1792, au moment où se mettent en place les légions belges, ne rencontre pas plus de succès. Il faut attendre février 1793 et l'entrée en guerre des Provinces-Unies pour que la légion batave soit organisée définitivement. Elle était placée depuis le 1er août 1792 sous les ordres du colonel Joseph de Mascheck, officier de dragons néerlandais au service de la France depuis 1788, chevalier de l'ordre royal et militaire de Saint Louis, etc.
Le ministre de la guerre, Dumouriez, avance pour l'organisation de la légion la somme de 700 000 livres. Un bataillon de la légion se rassemble dans la région de Dunkerque sous le commandement du lieutenant-colonel Herman Daendels et administrée par Johannes Lambertus Huber Il combat ensuite en Belgique aux côtés de l'armée française et des légions belges. La légion est dissoute après la défaite de Neerwinden en octobre 1793, et ses membres sont versés dans des unités françaises. 
Même si la légion n'a pu en tant que telle participer à la conquête des Provinces-Unies et à l'instauration de la République batave en 1795, nombre de ses membres ont formé les cadres de la nouvelle armée néerlandaise.